# Iliass Tiiwtiiw
Iliass Barni (Brussel, 23 juli 1992), beter bekend onder zijn artiestennaam (Iliass) TiiwTiiw, is een Belgische rai-zanger, voormalig komiek en producer. Tussen 2008 en 2014 werd hij (vooral in Brussel) bekend met zijn Dakka-band Dakka TiiwTiiw. Enkele jaren later behaalde hij bekendheid als zanger. Veel van zijn video's op YouTube waren in 2025 miljoenen keren bekeken.

## Biografie
Barni werd geboren in Brussel en groeide op in Sint-Jans-Molenbeek. Zijn ouders zijn afkomstig uit de Noord-Marokkaanse stad Tanger. Gepassioneerd door Marokkaanse muziek, begon hij op zijn zestiende met enkele vrienden een Dakka-band. De band trad op bij vele Marokkaanse huwelijken, aanvankelijk in Brussel, na 2010 in heel België.

## Discografie

### Studioalbums
- 2015: Dream Tiiw 2015
- 2016: Dream Tiiw 2016
- 2017: Dream Tiiw 2017
- 2020: Khosé

### Singles
- 2008: Bruxaghreb met Redouane La Déglingue en Saad
- 2015: Klimini Remix met Blanka
- 2015: Way Way met Blanka en Sky
- 2016: Ki kounti met L'Algérino, Blanka en Sky
- 2016: Te amo met Blanka en Sky
- 2016: DAWDAW met Cheb Nadir, Blanka en Sky
- 2017: OUI OUI met Blanka en Sky
- 2017: Ma fille met Sky
- 2017: Bahibak awi awi met Amine 31 en Blanka
- 2017: Hasta Luego met Zouhair Bahaoui en CHK
- 2017: Meryoula met Blanka en Mister You
- 2018: Maria met Cravata
- 2018: Ferrari Khadouj met CHK, Blanka & Sky
- 2018: Poupia met Naza & Blanka
- 2018: Madonna
- 2019: Bailando
- 2019: Abdo Commando / Chaabi Chatofor
- 2019: Frota & Coco met Cheb Djalil
- 2020: Folle De Lui met Lacrim
- 2020: No me Interesa
- 2021: Frontera Nada met Morad